# Alberto Hueyo
Juan Alberto Hueyo (Buenos Aires, 1878 - ídem, 1962) fue un abogado y político argentino, que ejerció como ministro de Hacienda de la Nación durante la presidencia de Agustín Pedro Justo.

## Biografía
Entre 1910 y 1911 fue secretario de Hacienda de la Municipalidad de la Ciudad de Buenos Aires. Posteriormente ejerció cargos en numerosas empresas privadas, incluyendo la presidencia de la Compañía de Gas "La Plata", de la Compañía Argentina de Electricidad (CADE) y de la "Sociedad de Inversiones Sud Americana".
En 1932 fue nombrado ministro de Hacienda por el presidente Agustín Pedro Justo. Su gestión estuvo marcada por las restricciones a todos los gastos públicos, aunque paralelamente se llevó adelante una política de inversión pública; el área donde las inversiones se hicieron más notables fue el de transportes, donde se  creó la Dirección Nacional de Vialidad, a cuyo frente se encontraba el ingeniero Justiniano Allende Posse. La misma, sostenida por un impuesto de dos centavos sobre litro de nafta, construiría la red troncal de rutas nacionales, muchas de las cuales serían pavimentadas.
Su hijo Santiago Hueyo fue secuestrado el 23 de octubre de 1932 junto con otros tres jóvenes, en Corral de Bustos (Córdoba); fue liberado para llevar a la familia de Ayerza el pedido de rescate de otro de los jóvenes, Abel Ayerza. Pese a que el rescate fue pagado, sus captores temieron ser descubierto y lo asesinaron. El crimen, perpetrado por la banda mafiosa de Juan Galiffi, conmocionó a la sociedad argentina de la época.
Invitó a Otto Niemeyer a la Argentina, pero este prefirió pactar con el enviado presidencial, que era el vicepresidente Julio Argentino Pascual Roca. Hueyo se enfrentó con este, que estaba dispuesto a ceder en todo a las pretensiones de Gran Bretaña a cambio de recuperarla como mercado para las exportaciones argentinas. En particular, se opuso a la pretensión británica de controlar el tipo de cambio, ya que este control obligaría a la Argentina a endeudarse. También se opuso a conceder ventajas aduaneras a Gran Bretaña sin contrapartida. La firma del Pacto Roca-Runciman en mayo de 1933 empeoró las relaciones de Hueyo con el resto del gabinete, hasta que este finalmente renunció en el mes de agosto. Fue reemplazado por Federico Pinedo, que llevó adelante las políticas resultantes del Pacto, que llevaron a limitar notoriamente la autonomía económica y política del estado argentino.
Siguió ligado a la política económica, y formó parte de la comisión que presentó las leyes económicas de la presidencia de Justo, incluida la que creaba el Banco Central de la República Argentina. En 1936 fue a Londres en misión oficial, en representación del ministro Pinedo.Posteriormente fue presidente del Comité Asesor de Minas, entre 1936 y 1945.
En octubre de 1945, Hueyo fue propuesto para el Ministerio de Hacienda por el procurador Juan Álvarez, a quién el presidente Edelmiro J. Farrell le había encomendado conformar un gabinete de ministros para solucionar la crisis desatada por la oposición interna al gobierno militar. Su lista generó polémica por contar con numerosos funcionarios implicados en resonantes casos de corrupción; en el caso de Hueyo, por haber sido salpicado en el Escándalo de la CHADE. Además, una vez transcurridos los acontecimientos del 17 de octubre se impuso la opción de restituir a Juan Domingo Perón y lanzar su campaña presidencial. Durante el gobierno de este, Hueyo fue presidente del Mercado Central de Frutos.
Falleció en Buenos Aires en 1962.